# Frat Party at the Pankake Festival
A Linkin Park 2001. november 20-án adta ki az első DVD-jét, a Frat Party at the Pankake Festivalt, több mint egy évvel a bemutatkozó albumuk (Hybrid Theory) után. A zenekar addig összes kiadott klipje rajta volt, plusz a Points of Authority ami ezen a DVD-n mutatkozott be.

## Számok listája
1. Intro
2. Papercut
3. Beginnings (A kezdetek)
4. Points of Authority
5. The Live Show (Az élő show)
6. "Crawling" Video Shoot ("Crawling" videófelvétele)
7. Crawling
8. Touring
9. Cure for the Itch
10. The Band (A banda)
11. One Step Closer
12. The Future (A jövő)
13. In the End
14. The End

## Rejtett/speciális számok listája
- "Esaul" 1999-es garázsfelvétel ("A Place For My Head" demo)
- "Points of Authority" Live at The Dragon Festival
- "One Step Farther" (One Step Closer klipje visszafele játszott hanggal)
- "1Stp Klosr" (Humble Brothers remix)
- Making of "In the End" (Az "In the End" készítése)
- "Crawling" (Live) a Dragon Festival-ról
- Mike and Joe's Art & Chester's Tattoos (Mike és Joe rajzai, Chester tetoválásai)
- "Crawling" by Bryson Jones and the Sweethearts of the Rodeo All-Star Band (csak a zene, a klip nem)
- "My December" (csak a zene, a klip nem)
- "High Voltage" (csak a zene, a klip nem)
- Az összes szöveget Chester Bennington és Mike Shinoda Írta
- Az összes zenét a Linkin Park írta kivéve a "With You"-t (Linkin Park, Dust Brothers), a "Forgotten"-t (Linkin Park, Mark Wakefield, Dave Farrell), az "A Place for My Head"-et (Linkin Park, Mark Wakefield, Dave Farrell), a "Runaway"-t (Linkin Park, Mark Wakefield), a "My December"-t (Mike Shinoda) és a "High Voltage"-ot (Mike Shinoda, Brad Delson, Joe Hahn)

## Rejtett tartalmak
A Frat Party at the Pankake Festival összesen öt rejtett dolgot tartalmaz.

### A Place For My Head stúdió felvétel
Az első rejtett tartalomhoz a DVD távirányítót kell használni. Be kell kapcsolni a feliratokat. Utána a "Chapter Selection" menüben a "Beginnings" fejezetet kell kiválasztani. Amikor Brad Delson beszél, és megjelenik a "from the beginning" felirat (kb 9:31) meg kell nyomni a "Enter" gombot a távirányítón. Egy 1999-es stúdiófelvétel fog bejönni. A számot amit játszanak "Esaul"-nak hívják. Ez az "A Place For My Head" korai demója.

### Points of Authority Live at The Dragon Festival
Ehhez a rejtett tartalomhoz is a DVD távirányító kell. A "Disc Setup" menübe kell menni és várni. Nem szabad semmilyen gombot sem megnyomni. Körülbelül 2 perc után a kép átvált. A távirányított használva így kell beírni a számokat: 1-4-8-5-9-5-2.

### One Step Farther
Be kell kapcsolni a "Director's Commentary" a "Disc Setup" menüben. Amikor a "One Step Closer" videója megy a hang fordítva lesz játszva míg a videó pedig rendesen.

### Törött asztal Londonban
Négy módszer van hozzá.
- Le kell állítani a DVD-t utána a hármas fejezetre kell állítani.
- Be kell menni a "Credits" menübe és meg kell nyomni az "Entert" majd vissza kell lépni egy fejezetet.
- Be kell menni a "Special Features" menübe utána vissza a Főmenübe. Meg kell nyomni a 9-es majd az "Enter" gombot.
- Be kell menni a "Special Features" menübe, utána vissza a főmenübe majd meg kell nyomni ezeket a gombokat FEL FEL LE LE BAL JOBB BAL JOBB mindegyik szám után várva 1 másodpercet.

Londoni videókat láthat, köztük Mike balesetét egy üveg asztallal amit félbe tört, és amit Joe és Mike elrejt, hogy ne kelljen kifizetniük.

### One Step Closer (Humble Brothers Remix)
El kell indítani a "One Step Closer" videót (a "Chapter Selection" menüből), várni kell, amíg Chester azt nem mondja, hogy: "Shut up!" (de még mielőtt kimondaná az "I'm about to break!" mondatot) ekkor meg kell nyomni az "Entert" a távirányítón. Ez egy korábbi verziója a Reanimation-ről származónak Jonathan Davis nélkül.

## Trivia
- A Frat Party at the Pankake Festival-t 3 kiadásban adták ki: DVD tokos; VHS (videókazetta); CD tokos.
- A "Somewhere I Belong" korai változata hallható "The Future" fejezet alatt.
- A CD tokos kiadásnak más volt a borítója.
- Ugyanazok a fényképek vannak DVD tok belsejében mint a 2002-es In the End: Live & Rare-ben.

## Külső hivatkozások
- Linkin Parkhivatalos weboldala